# 女子大学生 私は勝負する
『女子大学生 私は勝負する』（じょしだいせい わたしはしょうぶする）は、1959年の日本映画。東京映画製作、東宝配給、白黒、東宝スコープ。
門脇順子原作『女子大学生』の映像化、監督は板谷紀之。原知佐子初主演映画である。川合伸旺は河合信旺からの改名後初の映画出演、また米倉斉加年はこの作品で映画初出演を果たした。

## キャスト
- 平河圭太：三橋達也
- 門脇順子：原知佐子
- 二宮和夫：川合伸旺
- 大木典子：柏木優子
- 青山夏代：野川美子
- 山川宏子：檜麻子
- 村みちる：横山道代
- 山川涼子：春川ますみ
- 杉田元子：小西瑠美
- 奥平恭一：水谷貞雄
- トンビ：稲吉靖
- 大木寛蔵：藤山竜一
- 学生：蜷川幸雄
- 大木芳江：徳大寺君枝
- 大木真：露口茂
- 若様：米倉斉加年

## スタッフ
- 監督 ： 板谷紀之
- 原作 ： 門脇順子
- 脚色 ： 寺田信義
- 制作 : 金原文雄
- 音楽 ： 池野成
- 撮影 ： 栗林実
- 美術 ： 狩野健

## 併映作品
- 『青春を賭けろ』